# La Rochette-du-Buis
La Rochette-du-Buis is een gemeente in het Franse departement Drôme (regio Auvergne-Rhône-Alpes) en telt 68 inwoners (2009). De plaats maakt deel uit van het arrondissement Nyons.

## Geografie
De oppervlakte van La Rochette-du-Buis bedraagt 9,8 km², de bevolkingsdichtheid is dus 6,9 inwoners per km².

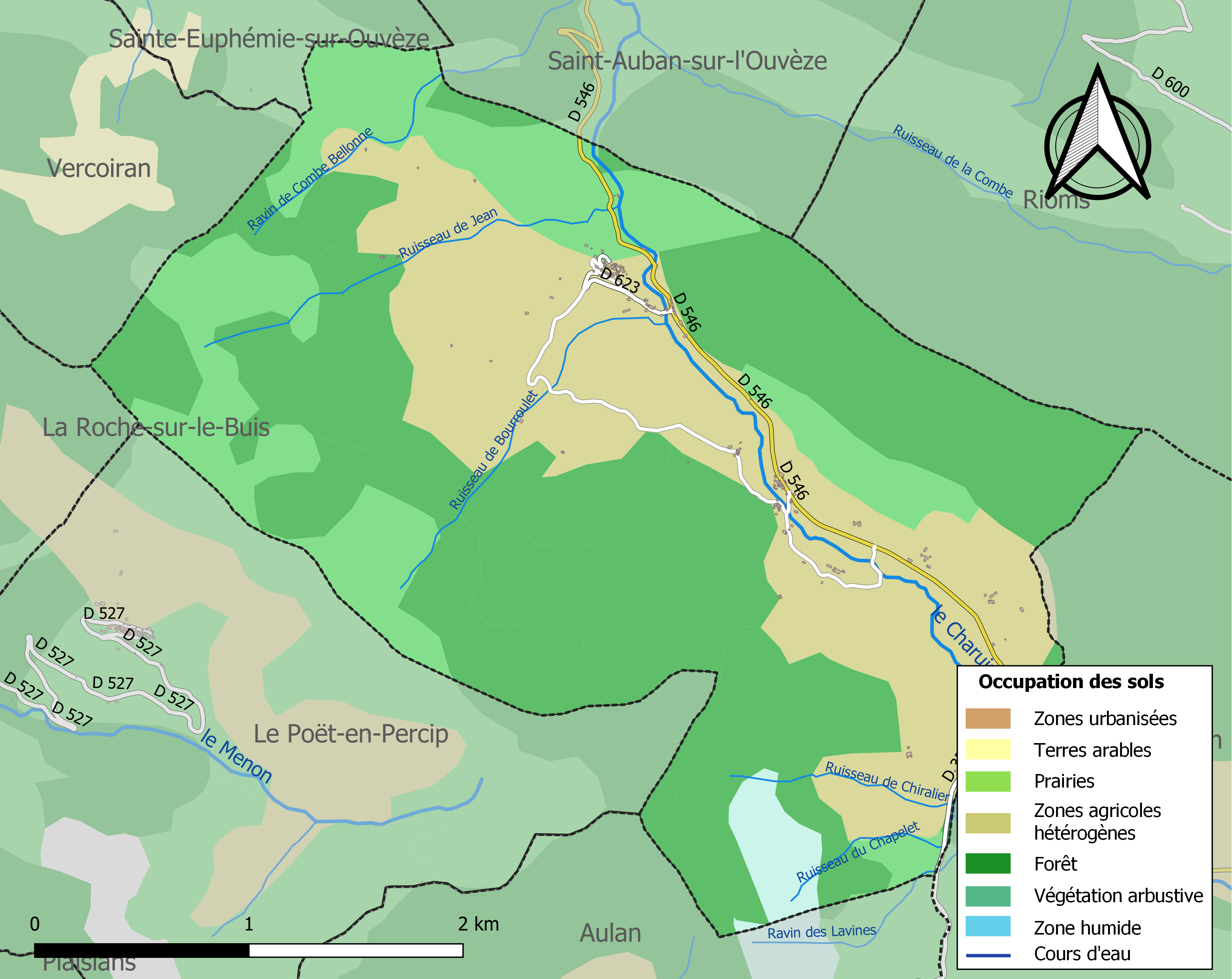
Kaart van de gemeente met belangrijkste infrastructuur, bodemgebruik en omliggende gemeenten

## Demografie
Onderstaande figuur toont het verloop van het inwonertal (bron: INSEE-tellingen).